# Acacia campoptila
Acacia campoptila é uma espécie de leguminosa do gênero Acacia, pertencente à família Fabaceae.